# NGC 5125
NGC 5125 (другие обозначения — UGC 8421, MCG 2-34-11, ZWG 72.62, IRAS13214+0958, PGC 46827) — спиральная галактика (Sb) в созвездии Дева.
Этот объект входит в число перечисленных в оригинальной редакции «Нового общего каталога».
В галактике вспыхнула сверхновая SN 1997co типа II, её пиковая видимая звездная величина составила 18,2.